# イェムトランド県

イェムトランド県
Jämtlands län

イェムトランド県（イェムトランドけん、Jämtlands län）とは、スウェーデンの県の一つで略号はZ。スウェーデンの北西部に位置し、西の県境は隣国ノルウェーとの国境である。県庁所在地はエステルスンド(Östersund)。面積は4万9343平方キロメートルで、2017年現在の人口は12万9649人。県西部はスカンディナヴィア山脈に接しているため、全体的に山がちな地形で、森林も多い。県の森林の面積はスウェーデン全体における森林の総面積の12%である。従って、産業としては林業が盛んである。また、観光業も発達しており、特に県内西部のオーレ(Åre)市は冬場にスキー客で最も賑わう人気のある観光地である。サーミ人の居住するラップランドの南端部でもある。

## 市
イェムトランド県には8の市がある。(アルファベット順)
- ベリ (Berg)
- ブレッケ (Bräcke)
- ヘリエダーレン (Härjedalen)
- クローコム (Krokom)
- ストレームスンド (Strömsund)
- ラーグンダ (Ragunda)
- オーレ (Åre)
- エステルスンド (Östersund)

|                              |
| イェムトランド県下の市の位置 |